# Pilea lucens
Pilea lucens là loài thực vật có hoa trong họ Tầm ma. Loài này được (Poir.) Wedd. miêu tả khoa học đầu tiên năm 1854.